# Hotel der toten Gäste
Hotel der toten Gäste (spanischer Titel: El enigma de los Cornell) ist ein deutsch-spanischer Kriminalfilm des Regisseurs Eberhard Itzenplitz. Der frei nach dem Kriminalroman Die rote Vase (englischer Originaltitel: Money On Murder) von Heather Gardiner entstandene Schwarzweißfilm startete am 26. März 1965 in den bundesdeutschen Kinos.

## Handlung
Hoteldetektiv Janos Kovacs kommt von Sanremo, wo in Kürze das Schlagerfestival stattfinden wird, nach London. Er will dem Kriminalreporter Barney Blair wichtige Informationen verkaufen. Bevor es dazu kommt, wird Kovacs erstochen. Auf Anweisung seines Chefs reist Barney nach San Remo, wo er in Kovacs’ letztem Hotel Atlanta Nachforschungen anstellen soll. Im Atlanta sind zahlreiche bedeutende Personen des Schlagergeschäfts abgestiegen, darunter auch die Inhaberin der Plattenfirma Phonomac, Ruth Cornell, und der größte Star der Firma, Lucy Balmore. Es kriselt jedoch in der heilen Welt, soll Lucys Vertrag bei der Phonomac doch nicht verlängert werden, da die Plattenfirma in Hannelore Auer gerade einen neuen Star zum Vermarkten gefunden hat. Auch Lucys Manager Jack hat sie fallen lassen.
Barney erfährt diese Neuigkeiten von seiner Kollegin, der Reporterin Gilly Powell, die vom Festival berichten soll. Über sie lernt er auch Ruths neuen Ehemann Larry Cornell kennen, der früher einmal mit Gilly verlobt war. Zudem stößt Alice Creusot zur Gruppe dazu, die die neue Freundin von Ruths Bruder Morton Marlowe ist. Der wird erst später aus Rom erwartet. Ruth lädt die Gesellschaft abends zum Empfang in ihr Hotelzimmer, wird jedoch zuvor erwürgt. Der Mörder nimmt ein wertvolles Collier an sich und flieht. Kurz darauf erscheint Gilly in Ruths Zimmer und findet dort Lucy vor, die sich über die tote Ruth beugt. Lucy leugnet die Tat, sucht das Zimmer jedoch nach Schuldscheinen ab, hatte sie doch für das Glücksspiel von Ruth 4.000 Pfund erhalten. Lucy findet die Scheine und verbrennt sie. Der Rest der Gesellschaft erscheint und bringt Morton mit, der gerade angekommen ist, jedoch nicht in seinem gewohnten Hotelzimmer unterkommt, das von Gilly belegt ist. Der Mord wird gemeldet und Inspektor Forbesa beginnt mit seinen Ermittlungen. Lucy und Gilly decken sich gegenseitig, während die meisten anderen Gäste zur Tatzeit mit den Vorbereitungen für die Feier Ruths beschäftigt waren. Da die Hotelzimmer immer offen sind und Ruths Zimmer über eine Feuerleiter erreichbar war, könnte jeder der Täter gewesen sein. Alle Hotelgäste erhalten Ausgangsverbot.
Zufällig findet Gilly in einer Vase in ihrem Hotelzimmer das wertvolle Collier, das der Dieb Ruth gestohlen hat. Beim Verhör gibt sie das Collier an Inspector Forbesa, der ihr rät, schnellstmöglich das Zimmer zu wechseln. Gillys Zimmer wurde jedoch bereits durchwühlt und sie wird niedergeschlagen, als sie ihr Hotelzimmer betritt. Alice Creusot wird unterdessen von Jack Courtney erpresst, der weiß, dass sie eigentlich Agnes Green heißt und verdächtigt wurde, ihren Mann ermordet zu haben, auch wenn das Gericht sie freisprach. Er verlangt von ihr 10.000 Pfund für sein Schweigen. Als sie sich weigert, ruft er bei Barney an und fragt ihn, wie viel ihm neue Informationen zum Mord an Ruth wert seien. Da Agnes das Gespräch unterbricht, eilt Barney in Jacks Zimmer, befürchtet er doch das schlimmste. Jack ist jedoch wohlauf und Barney konfrontiert ihn mit seinem Wissen: Jack habe in der Vergangenheit zahlreiche Namen angenommen, um andere Leute erpressen zu können. Jack bedroht Barney mit einer Waffe und es kommt zu einer Rangelei, an deren Ende Barney die Waffe auf Jack richtet. Der jedoch wird in dem Moment durch drei Schüsse in sein Hotelzimmer getötet. Die Waffe findet sich später im Zimmer von Lucy wieder.
Liftboy Bucci weiß, wer der Mörder ist, und steckt Gilly einen Zettel zu, in dem er um ein Treffen bittet. Kurz darauf ist Bucci verschwunden. Inspektor Forbesa spannt Gilly in seinen Überführungsversuch ein. Er hat in Jacks Unterlagen einen Brief gefunden, der den Mörder identifiziert. Gilly soll eine Gesellschaft geben und dabei den Brief erwähnen. In der Nacht werde der Mörder alles tun, um den Brief an sich zu nehmen. Alles läuft wie geplant, nur reagiert Barney entsetzt über Gillys Verhalten, hat er doch Angst um sie. In der Nacht steigt der Täter in Gillys Zimmer ein, kann Inspektor Forbesa überwältigen und wird erst von Barney verjagt und stürzt über die Feuerleiter zu Tode: Es war Morton, Ruths Bruder. Jack hatte am Tatort einen Zeitungsausschnitt gefunden, in dem Morton seine Abflugzeit aus London notiert hatte. Er war nämlich nicht in Rom, sondern nach London gereist, wo er Janos tötete. Er kam daher auch früher in San Remo an, wo er seine Schwester tötete und den Schmuck in seinem immer gebuchten Hotelzimmer versteckte, in dem diesmal jedoch bereits Gilly einquartiert war. Jack wiederum versuchte Morton zu erpressen und wurde daher von ihm getötet. Nicht nur die eine Erpressung war Grund für seine Ermordung. Er hatte auch Alice Creusot mit dem Wissen um ihre wahre Identität erpresst und wusste, dass Morton auf Alices Anstiftung hin der Mörder ihres Ehemanns wurde. Janos musste sterben, weil er Beweise für Mortons Täterschaft und Alices Beauftragung hatte und diese an Barney verkaufen wollte. Alice wird wegen Beihilfe zum Mord verhaftet.

## Entstehungsgeschichte

### Vorgeschichte und Vorproduktion
Der Film- und Musikproduzent Karl Heinz Busse hatte in den 1960er Jahren einige populäre Schlagerfilme hergestellt. Mit Hotel der toten Gäste kündigte Busse Anfang 1964 schließlich ein Filmprojekt an, mit dem er am Erfolg der Edgar-Wallace-Filme des Produzenten Horst Wendlandt anknüpfen wollte. Als Vorlage für das Drehbuch diente der 1951 im Original und 1955 erstmals in deutscher Sprache erschienene Roman Die rote Vase (Originaltitel: Money On Murder) der Australierin Heather Gardiner.
Als Regisseur war zunächst Alfred Vohrer vorgesehen. Neben Karin Dor und Joachim Fuchsberger sollten Ulla Jacobsson, Eva Bartok, Elke Sommer und Paul Hubschmid die Hauptrollen übernehmen. Nachdem der Constantin-Filmverleih das Projekt abgelehnt hatte und die meisten Darsteller zunächst ausgebucht waren, verzögerte sich der Drehbeginn bis Anfang 1965. Zu diesem Zeitpunkt standen Busse immerhin Karin Dor, Joachim Fuchsberger und Elke Sommer zur Verfügung, während weitere Rollen umbesetzt werden mussten. Außerdem sah man sich zu dem Kompromiss verpflichtet, auf den Fernsehregisseur Eberhard Itzenplitz zurückzugreifen, der hiermit seinen ersten und einzigen Kinofilm inszenieren sollte.

### Produktion
Hotel der toten Gäste wurde Anfang 1965 in den Bavaria Filmstudios gedreht. Auch die Außenaufnahmen fanden in München statt. Die Kostüme schuf Marie-Louise Lehmann, die Filmbauten stammen von Walter J. Blokesch.

### Filmmusik
Die Filmmusik stammt aus der Feder von Gert Wilden. Daneben sind zwei Schlager anderer Komponisten zu hören: Hannelore Auer singt In Athen gibt es ein Wiedersehn von Mikis Theodorakis und Elke Sommer tritt mit dem Titel Ich sage no (Ma ora no) auf.

## Rezeption

### Veröffentlichungen
Die FSK gab Hotel der toten Gäste nach einer Prüfung am 15. März 1965 ab 16 Jahren frei. Der Film startete am 26. März 1965 mit bescheidenem Erfolg in den bundesdeutschen Kinos. Am 5. August 1972 lief er im ZDF erstmals im deutschen Fernsehen. Im März 2000 erschien er auf Video und im August 2011 auf DVD. Inzwischen wurde die Altersfreigabe von 16 auf 12 Jahre herabgesetzt.

### Kritiken
Das Lexikon des internationalen Films nannte Hotel der toten Gäste „eine nur wenig spannende Krimikost“ und kritisierte vor allem den „dilettantische[n] Schnitt“.
Auch der Evangelische Film-Beobachter hält nicht viel von dem Streifen. In seiner Zusammenfassung heißt es: „Ärmlicher Krimi um Morde während eines Schlagerfestivals in San Remo. Für Erwachsene möglich, doch nicht zu empfehlen, da es im Bereich der Gattung bessere Unterhaltung gibt.“
Paimann’s Filmlisten stellten immerhin fest: „Eine raffinierte und undurchsichtige Story, die aber kein Mitdenken ermöglicht und mit einer unerwarteten (erzählten) Lösung überrascht. Gespielt wird routiniert, Aufmachung und Musikuntermalung sind passend, die Photographie entspricht.“
Für Cinema war der Film ein „sehr deutsches Krimispektakel, obwohl die Figuren so superamerikanische Namen wie ‚Morton Marlowe‘ tragen.“ Fazit: „Angestaubt.“